# Provensálské hrabství
Provensálské hrabství neboli také hrabství Provence (okcitánsky Comtat de Provença, francouzsky Comté de Provence) byl středověký státní útvar na území dnešního francouzského regionu Provence (území jižní Francie) a stát Svaté říši římské od 9. do 15. století. Jeho centrem bylo město Aix (dnes Aix-en-Provence) a i s okolím bylo ovládáno hrabaty z Provence. Od roku 1487 bylo Provensálsko francouzskou provincií.

## Historie
Po smrti Karla z Provence, syna Lothara I. v roce 863, se Provence stala součástí Východofranské říše a tedy i její následnice Svaté říše římské. Součástí francouzského království coby následníka či dědice Západofranské říše se stala postupně v průběhu dvou staletí: po smrti katalánského Ramona Berenguera V. Provensálského, po němž zůstaly čtyři dcery Markéta (manžel svatý Ludvík IX. Francouzský), Sancha (manžel Richard Cornwallský), Eleonora (manžel anglický král Jindřich III.) a Béatrix (manžel – bratr krále Ludvíka IX. hrabě Karel I. z Anjou a Maine). Provence zdědil právě poslední pár (po vypořádání). 

Provence v roce 1789

Postupným děděním (vyjma města Nice a jeho okolí, z nichž se stalo hrabství Nicejské, které zdědili vévodové Savojští) se v roce 1481 dostala francouzskému králi Ludvíku XI., který ji začlenil roku 1487 do královské domény. Od té doby sdílí svůj osud s Francií. V době revoluce a Napoleonského období a po roce 1860 definitivně se její součástí stalo i hrabství Nice (postoupeno Sardinským královstvím spolu se Savojskem při přeměně v Italské království).